# Шницель по-гольштейнски
Шницель по-гольштейнски (шницель «Гольштейн», нем. Schnitzel Holstein, à la Holstein) — шницель из телятины, сервированный с яичницей-глазуньей, копчёным лососем, сардинами в масле, каперсами и поджаренным белым хлебом. В качестве гарнира обычно подают жареный картофель, варёную свёклу и маринованные огурцы. Изначально блюдо берлинской кухни, в настоящее время перешёл в ранг классики европейской кухни, а немецкий гастрософ Эрвин Зайц считает его предвестником современного фингерфуда.
Согласно не имеющей подтверждения легенде, знаменитое блюдо родилось из-за спешки. Тайный советник внешнеполитического ведомства при Бисмарке барон Фриц фон Гольштейн, вечно спешащий постоянный клиент берлинского ресторана «Борхардт», делал заказ следующим образом: «Закуску и мой шницель, быстро, быстро!», — и повару приходилось сервировать всё сразу в одно блюдо. По версии Альфонса Шубека, Гольштейн просто не желал, чтобы его лишний раз беспокоил официант. В своей книге «Портрет элегантного мужчины» барон Герман фон Элькинг, служивший до Первой мировой войны в Берлине в звании гвардейского лейтенанта, утверждал, что шницель по-гольштейнски в его «борхардтовском» роскошном варианте придумал сам «серый кардинал» Гольштейн, равнодушный к любым радостям жизни, кроме гастрономических. В «Борхардте» шницель сервировали Гольштейну со всем изяществом: с глазуньей в обрамлении сардин, зелёной фасолью и тщательно отобранными шампиньонами, треугольными бутербродами из белого хлеба с чёрной икрой, мясом омара, сёмгой и сардинами в масле. В действительности региональный рецепт телячьего шницеля по-гольштейнски, сервированного с глазуньей и сардинами, встречается в немецких поваренных книгах в конце XIX века, в частности в «Практической поваренной книге» 1908 года Генриетты Давидис, а его название связано не с бароном, а с регионом Гольштейн.
По классическому рецепту телячий шницель в мучной панировке обжаривают на сливочном масле, сверху кладут яичницу и посыпают каперсами. К шницелю подают гренки в форме небольших ломтиков обжаренного белого хлеба с лососем, сардинами или хамсой. В других вариантах шницеля по-гольштейнски подают гренки с икрой и фасолью в качестве гарнира.